# 贾奥拉
贾奥拉（Jaora），是印度中央邦Ratlam县的一个城镇。总人口63736（2001年）。

## 人口
该地2001年总人口63736人，其中男性32575人，女性31161人；0—6岁人口9989人，其中男5098人，女4891人；识字率61.83%，其中男性为69.64%，女性为53.67%。